# Onchocerca volvulus
Onchocerca volvulus é uma espécie de nematóide parasita, cuja forma adulta apresenta secção circular e reprodução sexuada, podendo viver até 14 anos dentro do hospedeiro humano. É o causador da oncocercose, também chamada "cegueira dos rios" ou "mal do garimpeiro", raramente fatal, mas a segunda maior causa infecciosa de cegueira. É transmitida por mosquitos do gênero Simulium, conhecidos no Brasil por piúm na região norte ou por borrachudo nas outras regiões.